# Offensive de Crimée
Ne doit pas être confondu avec Guerre de Crimée ou Campagne de Crimée.
Pour un article plus général, voir Crimée pendant la Seconde Guerre mondiale.
Seconde Guerre mondiale
Batailles
Front de l’Est

Prémices :
- Campagne de Pologne
- Guerre d’Hiver

Guerre germano-soviétique :
- 1941 : L'invasion de l'URSS

- Opération Barbarossa

Front nord : 
- Guerre de Continuation
- Opération Silberfuchs
- Siège de Léningrad

Front central : 
- 2e bataille de Brest-Litovsk
- Bataille de Białystok–Minsk
- 1re bataille de Smolensk
- Bataille de Kiev

Front sud : 
- Siège d'Odessa
- Campagne de Crimée

- 1941-1942 : La contre-offensive soviétique

Front nord : 
- Poche de Demiansk
- Poche de Kholm

Front central : 
- Bataille de Moscou

Front sud : 
- Seconde bataille de Kharkov

- 1942-1943 : De Fall Blau à 3e Kharkov

Front nord : 
- Offensive de Siniavino
- Opération Iskra
- Bataille de Krasny Bor
- Opération Poliarnaïa Zvezda

Front central : 
- Opération Mars

Front sud : 
- Bataille du Caucase (opération Fall Blau)
- Bataille de Stalingrad
- Opération Uranus
- Opération Saturne
- Offensive d'Ostrogojsk-Rossoch
- Offensive de Voronej-Kastornoe
- Opération Gallop
- Opération Étoile
- Troisième bataille de Kharkov

- 1943-1944 : Libération de l'Ukraine et de la Biélorussie

Front central : 
- 2e bataille de Smolensk
- Opération Bagration

Front sud : 
- Bataille de Koursk
- Bataille du Dniepr
- Offensive Dniepr-Carpates
- Offensive de Crimée
- Offensive de Lvov-Sandomir

- 1944-1945 : Campagnes d'Europe centrale et d'Allemagne

Allemagne : 
- Offensive Vistule-Oder
- Offensive de Poméranie orientale
- Siège de Breslau
- Offensive de Prusse-Orientale
- Bataille de Königsberg
- Bataille de Seelow
- Bataille de Bautzen
- Bataille de Berlin
- Capitulation allemande

Front nord et Finlande : 
- Guerre de Laponie
- Offensive Leningrad-Novgorod
- Bataille de Narva

Europe orientale : 
- Opération Margarethe
- Insurrection de Varsovie
- Soulèvement national slovaque
- Opération Panzerfaust
- Bataille de Budapest
- Opération Frühlingserwachen
- Offensive de Vienne
- Insurrection de Prague
- Offensive de Prague
- Bataille de Slivice

Front d’Europe de l’Ouest

Campagnes d'Afrique, du Moyen-Orient et de Méditerranée

Bataille de l’Atlantique

Guerre du Pacifique

Guerre sino-japonaise

Théâtre américain
L'offensive de Crimée est une opération militaire de la Seconde Guerre mondiale qui oppose du 8 avril au 12 mai 1944 les forces armées de l'Axe (17e armée allemande du groupe d'armées A consistant en des formations allemandes et roumaines) à celles de l'URSS (4e front ukrainien de l'Armée rouge) qui cherchent à reprendre le contrôle de la péninsule de Crimée. La bataille se solde par une victoire soviétique et un repli allemand.

## Prélude et contexte
À la fin 1943 et au début de l'année 1944, la Wehrmacht est repoussée sur toute sa ligne de front à l'est. En octobre 1943, la 17e armée (groupe d'armées A) se retire de la tête de pont du Kouban à travers le détroit de Kertch en Crimée. Pendant les mois suivants, l'Armée rouge repousse la Wehrmacht dans le sud de l'Ukraine pour finalement couper la connexion terrestre de la 17e armée à travers l'isthme de Perekop en novembre 1943.
La Wehrmacht a cependant pu tenir le contrôle de la Crimée, notamment en raison du contrôle de la mer Noire. Pour l'État-major allemand, conserver la Crimée constitue un objectif vital car sa perte aurait une incidence négative vis-à-vis l'attitude de la Turquie envers l'Axe et menacerait les champs pétrolifères roumains d'attaques aériennes soviétiques.
Mis à part les débarquements soviétiques à travers le détroit de Kertch et dans le secteur nord-est près de Syvach à la fin 1943, l'Armée rouge a en grande partie ignoré la Crimée les cinq mois suivants.
Von Kleist est relevé de son commandement du groupe d'armées A en mars 1944, sans être officiellement remplacé. Dès lors, Erwin Jaenecke prend le commandement de la 17e armée et du groupe d'armées A (la 17e armée ne constituant alors plus que la seule composante du groupe d'armées A à cette période).

## Progression de la bataille

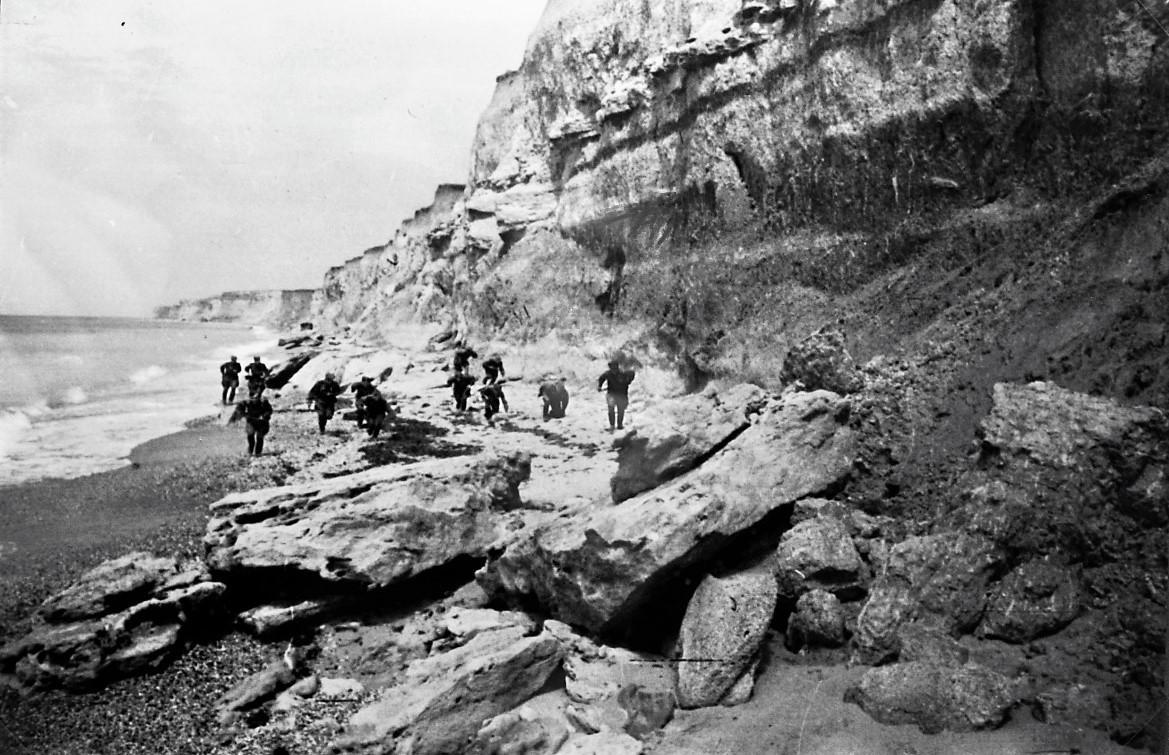
Soldats soviétiques près de Sébastopol.

Un assaut sur l'isthme de Perekop est lancé le 8 avril par des éléments de la 2e armée de la Garde et de la 51e armée du 4e front ukrainien. La 17e armée défend ses positions mais ne parvient pas à arrêter l'avance soviétique. Kertch est atteinte par l'Armée séparée du Littoral le 11 avril, Simferopol, à environ soixante kilomètres au nord-est de Sébastopol, l'est deux jours plus tard. La 17e armée bat en retraite vers Sébastopol le 16 avril, au même titre que le reste des forces de l'Axe en Crimée afin de concentrer leurs forces autour la ville.

« À Sébastopol se trouve la 17e armée, et à Sébastopol, les Soviétiques seront saignés à mort. »

— Generaloberst Erwin Jaenecke
L'OKH s'obstine à faire de Sébastopol une forteresse, comme l'Armée rouge l'avait fait lors de la première bataille de la Crimée en 1941-1942. Cependant les fortifications de la ville n'ont jamais été remises en état et Sébastopol n'était plus la puissante position défensive qu'elle était en 1941. Des combats éclatent dans la périphérie de la ville vers la fin du mois d'avril et la ville tombe le 9 mai, moins d'un mois après le début de l'offensive. Les forces de l'Axe évacuant par la mer vers Constanța sont attaquées par des bombardiers terrestres soviétiques. Les dernières poches de résistance de l'Axe en Crimée sont nettoyées le 12 mai.

## Conséquences
Lors d'une réunion avec Adolf Hitler à Berchtesgaden, Jaenecke avait insisté pour que Sébastopol soit évacuée et que ses 235 000 hommes se retirent de la Crimée. Après la perte de la péninsule, il est tenu responsable et sera arrêté en Roumanie pour être jugé en cour martiale. L'intervention de Heinz Guderian lui sauvera toutefois la vie, avant qu'il ne soit lui-même démis de ses fonctions le 31 janvier 1945.
Les formations allemandes et roumaines perdent 57 000 hommes, dont beaucoup se sont noyés lors de l'évacuation. Le naufrage des navires Totila et Teja le 10 mai cause la perte de 10 000 soldats. Les pertes ci-dessous sont basées sur des informations provenant de When Titans Clashed: How the Red Army Stopped Hitler de Glantz/House[réf. souhaitée].
Pertes allemandes :
- Tués ou disparus : 31 700 [3]
- Blessés: 33 400
- Total: 65 100

Pertes roumaines :
- Tués ou disparus : 25 800[3]
- Blessés : 5 800
- Total : 31 600

Total Axe :
- Tués ou disparus : 57 500
- Blessés : 39 200
- Total: 96 700

Pertes soviétiques (selon Krivoshev) :
- Tués ou disparus : 17 754
- Blessés : 67 065
- Total : 84 819

Chars : 171
Artillerie : 521
Avions : 179

## Ordre de bataille

### Unités soviétiques
- 4e front ukrainien
  - 2e armée de la Garde
  - 51e armée
  - 4e armée de l'air
- Flotte de la mer Noire
- Armée séparée du Littoral
- Partisans soviétiques

### Unités de l'Axe

#### Allemands
- Groupe d'armées A
  - 17e armée

#### Roumains
- Corps de montagne roumain
  - 1re division de montagne
  - 2e division de montagne